# Callopistria leucotoma
Callopistria leucotoma är en fjärilsart som beskrevs av Druce 1908. Callopistria leucotoma ingår i släktet Callopistria och familjen nattflyn. Inga underarter finns listade i Catalogue of Life.